# Jelle van Tongeren
Jelle van Tongeren (24 april 1980) is een Nederlands jazzviolist. Van Tongeren werd initieel geïnspireerd door de Franse violist Stephane Grappelli, maar uiteindelijk veel meer door jazzblazers zoals Sonny Rollins en Dexter Gordon. Hij studeerde viool aan het conservatorium van Amsterdam en heeft op verschillende festivals gespeeld waaronder het North Sea Jazz Festival.

## Albums
- Mens en van Tongeren / Tastisch
- Hot club de Frank / Op de bonnefooi
- Hot club de Frank / Swing de Paris
- Hot club de Frank / Bella Ciao
- Nikitov / Amulet
- Nikitov / Vanderlust
- The Jelle van Tongeren Group / Earbeat